# Southern Myanmar United Football Club
O Southern Myanmar United Football Club é um clube de futebol com sede em Mawlamyaing, Myanmar. A equipe compete no Campeonato Birmanês de Futebol.

## História
O clube foi fundado em 2009.